# Liste der Naturschutzgebiete im Unstrut-Hainich-Kreis
Im Thüringer Unstrut-Hainich-Kreis gibt es 10 Naturschutzgebiete.
| Name des Gebietes                              | Bild           | Kennung | WDPA   | Landkreis / Stadt                      | Beschreibung / Bemerkungen | Standort | Fläche in Hektar | Datum der Verordnung |
| ---------------------------------------------- | -------------- | ------- | ------ | -------------------------------------- | -------------------------- | -------- | ---------------- | -------------------- |
| Flachstal                                      | weitere Bilder | 201     | 318400 | Unstrut-Hainich-Kreis                  |                            | Position | 182,2            | 1999                 |
| Grabsche Berge                                 |                | 381     | 163297 | Unstrut-Hainich-Kreis                  |                            | Position | 54,4             | 1996                 |
| Großer Horn                                    |                | 019     | 14483  | Kyffhäuserkreis, Unstrut-Hainich-Kreis |                            | Position | 158,8            | 1961                 |
| Herbslebener Teiche                            |                | 076     | 318531 | Unstrut-Hainich-Kreis                  |                            | Position | 99,3             | 2000                 |
| Klosterschranne - Faulunger Stein              | weitere Bilder | 203     | 164152 | Unstrut-Hainich-Kreis                  |                            | Position | 298,3            | 1996                 |
| Kühmstedter Berg                               |                | 016     | 164287 | Unstrut-Hainich-Kreis                  |                            | Position | 38,7             | 1961                 |
| Sonder                                         | weitere Bilder | 018     | 165597 | Unstrut-Hainich-Kreis                  |                            | Position | 88,1             | 1961                 |
| Unstruttal zwischen Nägelstedt und Großvargula |                | 329     | 165990 | Landkreis Gotha, Unstrut-Hainich-Kreis |                            | Position | 192,6            | 1996                 |
| Volkenroder Wald                               |                | 017     | 166089 | Unstrut-Hainich-Kreis                  |                            | Position | 26,6             | 1961                 |
| Zimmerbachtal-Hellerbachtal                    | weitere Bilder | 328     | 319369 | Unstrut-Hainich-Kreis                  |                            | Position | 50,7             | 2000                 |